# Abtwil, Aargau
Abtwil (schweizertyska: Apel) är en ort och kommun i distriktet Muri i kantonen Aargau, Schweiz. Kommunen har 1 063 invånare (2023).